# Silnice II/362
Silnice II/362 je silnice II. třídy v Pardubickém kraji, v Kraji Vysočina a v Jihomoravském kraji. Spojuje Poličku, Jedlovou, Olešnici a Rozseč nad Kunštátem.

## Trasa silnice
Odpojení od silnice I/34 (v Poličce-Městě) – Jedlová – Bystré – Nyklovice – Lamberk – Olešnice – Crhov – napojení na silnici I/19 (na okraji Rozseče nad Kunštátem).
V Bystrém se napojuje silnice II/364, v Nyklovicích silnice II/375 a při odbočce na Rovečné silnice II/388.

## Vodstvo na trase
V Jedlové vede přes Zlatý potok, u Bystrého přes Bysterský potok a v Crhově přes Crhovský potok.